# Otrar
Otrar, Otrār o Utrar (en kazajo: Отырар, Otyrar; turco antiguo: 𐰚𐰭𐱃𐰺𐰢𐰣, romanizado: Keŋü Tarman), también llamado Farab, es actualmente una ciudad fantasma del sur de Kazajistán, que antiguamente estaba ubicada en la Ruta de la Seda. 
Otrar fue un importante núcleo comercial de Asia Central, situada en los confines de las civilizaciones con asentamientos agrícolas. Era el centro de un gran oasis y de un distrito político, representando un punto estratégico clave que conectaba Kazajistán con China, Europa, Oriente Próximo y Medio, Siberia y los Urales.
Este lugar forma parte de la Lista Indicativa del Patrimonio de la Humanidad de la Unesco como "Yacimientos arqueológicos del oasis de Otrar".

## Nombres
El primer estado conocido de la región era conocido por los chinos como Kangju, centrado en el Syr Darya (también conocido como río Kang). Kangju existió desde el siglo I a. C. hasta el siglo V. Su capital estaba en o cerca de Bityan. Después de estar sujeto a varias oleadas de invasores, Kangju terminó por fragmentarse en varios estados independientes situados principalmente en el valle de Syr Darya y sus afluentes de Keles y Atysi. Sus habitantes, aparentemente turquificados, llegaron a ser conocidos como kangares.
Existen registros de un nombres anteriore, Farab. Se cree que un grupo de monedas recuperadas en Otrar y en otros pueblos del oasis se remontan a la época de este nombre. También existe un símbolo genérico de los turgueses en forma de  arco en el anverso de esas monedas y la imagen de un león en el reverso. En un segundo tipo de moneda, hay un signo 'X' en el reverso, lo que puede tener su origen en la casa de moneda de un gobernante local. Probablemente, las monedas del segundo tipo fueron acuñadas por gobernantes del estado turco de Kangu Tarban, cuya población era kangar. Según las monedas, entre los siglos VI al VIII, Kangu Tarban fue gobernado por una dinastía local de kangares, y su capital se convirtió en una ciudad de Tarban, llamada Turarband y que más tarde se llamaría Otrar. Desde los tiempos de las hordas de oro, las ruinas de Otrar han resultado siempre atractivas por los rumores sobre los tesoros enterrados de joyas y monedas de oro. Las leyendas han sido confirmadas, al menos, por hallazgos arqueológicos de monedas y joyas.
En los siglos IX y X, varias fuentes se han referido a Otrar como una de las ciudades de Ispidjab. Esto probablemente esté relacionado con el hecho de que la ciudad se sometió primero al califato y luego a los samánidas. Como antes, Otrar siguió siendo el centro del distrito que ocupaba un espacio de 'aproximadamente un día de viaje en todas direcciones', que es mencionado muchas veces por los cronistas. También se sabe que la ciudad acuñó sus propias monedas. Otrar fue el centro cultural donde nació el filósofo Abu Naser al-Farabi, y donde predicó, Aristan-Bab, importante representante de la cultura islámica.

## Localización
El Syr Darya jugó un papel especial en la vida de Otrar y en toda la región, pues sus aguas se utilizaban para riego. También era conocido por su abundancia de peces y sus orillas estaban cubiertas de rica vegetación y hogar de muchas aves y animales. Otrar está mencionado en numerosas fuentes, con autores medievales árabes, persas y turcos. En estas fuentes se refieren a Otrar como una de las ciudades de Zhetysu (Siete Ríos). La ciudad estaba situada en el cruce de diferentes paisajes geográficos, en la intersección de los caminos caravaneros de la Gran Ruta de la Seda. Otrar, al encontrarse en la confluencia de los dos grandes ríos, era el centro de una gran región agrícola, al tiempo que, al estar cerca de las estribaciones de las montañas Karatau, se convirtió en una de las fortalezas de apoyo de los nómadas que vagaban por las estepas. Desde Otrar, a lo largo del Arys, los caminos llegaban hasta Taraz, Balasagun y más allá, hasta la Xinjiang china. A lo largo del Syr Darya, un antiguo camino subía a Shash, Sogdia y luego a Merv y Nishapur, y otro camino bajaba hasta el Pre-Aral y Ural. Otro camino muy conocido pasaba por Kzylkum y se dirigía hacia el oeste hasta Corasmia y luego hacia la región del Volga, el Mar Negro y el Cáucaso.
El oasis de Otrar está situado en el distrito de Kusulkum de la provincia de Kazajistán Meridional. Se encuentra a 20 km al noroeste de Shymkent y a 50 km de Turquestán. De hecho, los desastres y las guerras han dejado su huella. Ahora, en el sitio de la otrora próspera ciudad, solo quedan ruinas cubiertas de hierba. Alguien que llegue por primera vez al oasis de Otrar se sorprenderá por la aparición de las numerosas ruinas de ciudades y asentamientos, castillos y torres de vigilancia. Los antiguos canales de riego ahora son atravesados por campos secos y sus lechos agrietados.
Cuando se habla del oasis de Otrar no es un solo lugar, sino que es un gran oasis que contiene varios pueblos y ciudades. Cada colina que se ha formado, en el lugar de los asentamientos antiguos, tiene en la actualidad, su propio nombre: Altyntobe, Dzhalpak-tobe, Kuyuk-Mardan-tobe y Pchakchi-tobe. En épocas anteriores, tenían diferentes nombres, ahora olvidados y solo los nombres de las tres ciudades conocidas por fuentes manuscritas pueden identificarse en las ruinas actuales.

## Historia
La ciudad tiene una historia que se remonta a la época del Imperio persa, cuando era conocida como Parab. El persa más antiguo, Pārāb (en el libro Hudud al-Alam) o Fārāb (también Fāryāb o Pāryāb), es un topónimo persa común que significa "tierras irrigadas por el desvío de agua de río". (Fāryāb) también es el nombre de una provincia en el norte de Afganistán. En el siglo XIII, Fārāb en el Jaxartes se conocía como Otrār.

### Comienzos
Otrar estaba ubicada al noroeste del desierto de Kizilkum, cerca de donde el río Arys confluye en el Sir Daria. Ambos ríos suministraban agua a un extenso sistema de canales de regadío que abarcaba todo el oasis, que incluía 10 ciudades amuralladas y 50 aldeas y abarcaba 200 kilómetros cuadrados. Habitado desde el siglo II a. C., el oasis servía como zona de amortiguación entre los nómadas de las estepas del norte y los pueblos sedentarios del sur. La ciudad homónima estaba fuertemente fortificada y ubicada sobre un tobe (elevación) de 20 metros. Entre los siglos IX y XII prosperó hasta convertirse en un importante centro comercial, cultural y político. También estaba en el cruce de la Ruta de la Seda, conectando con Gurganj (oeste), Samarcanda (sur) y la puerta de Zungaria (este). Sus tierras eran muy fértiles, destacando por su cultivo de melón, y la urbe contaba con una gran madraza, un bazar, un taller de forja, un gurt-jana (lugar donde bebían vino), una casa de baños, mezquitas, tiendas, almacenes, jardines y una gran biblioteca donde se reunían eruditos, científicos y músicos.
Como típica ciudad de la zona, contaba con una ciudadela (kuhandiz) ubicada en terreno elevado y que servía como última línea de defensa. Luego tenían la zona intramuros (shahristán o sharistán) donde vivía la mayoría de la población y se encontraban las principales edificaciones. Por último, tenían los arrabales o suburbios (rabad) que se encontraban afuera de las murallas. Su sharistán era un rectángulo de 480 metros por 520 metros rodeado por murallas de 15 a 20 metros, con una superficie de 25 hectáreas. Su rabad se desarrolló posteriormente y ocupaba 150 a 170 hectáreas.
Otrar estuvo bajo el control de los karajánidas, vasallos del Kanato de Jara-Jitai. En 1204, su gobernante era Taj ad-Din Bilge Jan, quien dirigió un ejército para ayudar al sah de Corasmia, Mohamed II, para luchar contra los gúridas. Sin embargo, Jara-Jitai se vio debilitado por la unificación de las tribus de la meseta de Mongolia por Gengis Jan, lo que generó inestabilidad en la zona. Kuchlug, príncipe naimano que había sido vencido por los mongoles, logró usurpar el trono del kanato en 1211, y Mohamed II aprovechó para expandir sus dominios a costa del kanato. Entre 1210 y 1212, Mohamed II se apoderó de toda Transoxiana y llegó tan al norte como Otrar, reemplazando a los gobernadores locales por sus partidarios. Taj fue arrestado y enviado a Nesa, donde fue asesinado. La usurpación de Kuchlug y su política religiosa posterior generaron tensiones entre los distintos grupos en todo el Turquestán.

### Mongoles y timúridas
La prosperidad de Otrar fue interrumpida por la invasión mongola de Asia Central. En 1218, una caravana comercial mongola de alrededor de 450 hombres llegó a Otrar, incluido un embajador de Gengis Kan. El gobernador de Otrar, Inalchuq, que era tío del sultán Mohamed II de Corasmia, los acusó de ser espías mongoles y los arrestó, y con el consentimiento del sultán Mohamed, ejecutó a toda la caravana.
Gengis Kan respondió enviando una delegación de tres diplomáticos al sultán Mohamed, exigiendo que se castigara a Inalchuq; pero Mohamed respondió decapitando al embajador musulmán y afeitó las barbas de sus dos compañeros mongoles, lo que llevó a Gengis Kan a una expedición de represalia. Asedió Otrar durante cinco meses hasta que finalmente tomó la ciudad en 1219 y ejecutó a Inalchuq.

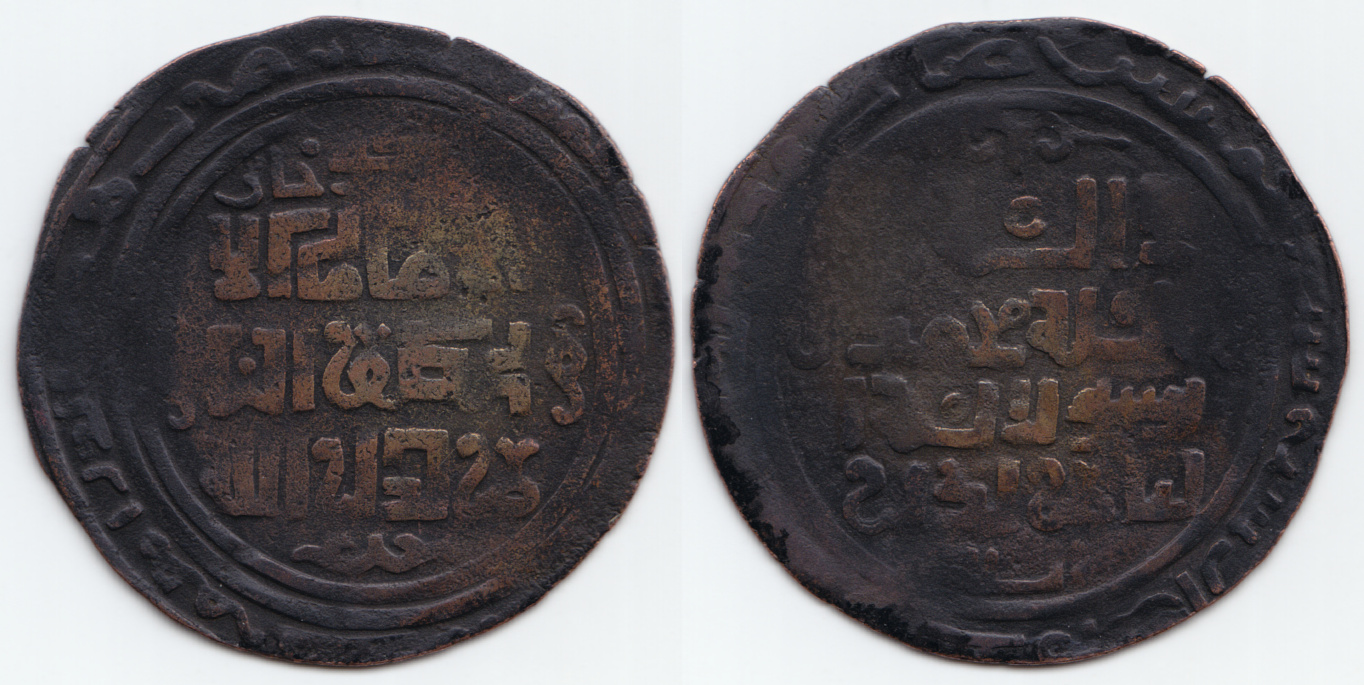
Dirham de cobre, acuñado en Otrar en 1258-1259, durante la época del nieto de Gengis Jan, Möngke Jan.

Muchos de los pueblos del oasis nunca llegaron a recuperarse y fueron abandonados. Sin embargo, la ciudad de Otrar resurgió y durante los turbulentos años de las guerras civiles, que siguieron a la muerte de Gengis Kan, la ciudad volvió a convertirse en un importante centro político y económico. A mediados del siglo XIII había vuelto a ser un centro comercial en el camino de Occidente a Oriente. Durante la segunda mitad del siglo XIV, el sur de Kazajistán entró en la esfera del poder de Tamerlán. En febrero de 1405, cuando Tamerlán estaba en la zona de Otrar acampado para reunir a sus tropas, parece ser que como consecuencia de un mal resfriado, murió allí, cuando era conocida como Farab.

### Uzbecos y  zúngaros
La muerte de Tamerlán provocó más luchas, Abu'l-Jayr, nieto de Gengis Kan, conquistó varias tribus y se colocó a la cabeza de un nuevo kanato uzbeco. Pero otros descendientes de Gengis Kan, que tenían derechos sobre el área, disputaron en los siglos XVI y XVII el poder sobre la estepa kazaja y el valle de Syr Darya, especialmente entre el kanato kazajo y los señores feudales zúngaros. Aun así, se mantuvo cierto grado de estabilidad en Otrar hasta que los zúngaros llegaron a Kazajistán.
Ellos siguieron a un período prolongado de revuelta, que resultó en el declive económico de la zona y sus pueblos. A medida que el brazo euroasiático de la Ruta de la Seda perdió gradualmente su importancia, también lo hizo la ciudad. A lo largo de los siglos XVII y XVIII, el sistema de riego dejó de usarse lentamente y la parte inferior del Temir-aryk se secó. A fines del siglo XVIII, solo quedaban 40 familias en Otrar, en comparación con quizás 5000-7000 en los siglos XIV al XVII, y el área irrigada había disminuido a unos 5 kilómetros cuadrados.

## Población
Al-Muqaddasi, en el siglo X, sostenía que la ciudad pudo albergar 70 000 personas. El demógrafo estadounidense Tertius Chandler, en un listado de las ciudades con más de cuarenta mil habitantes en el año 1200, no daba números sobre Otrar, pero la ubicaba entre Isfahán, a la que asigna 70 000 habitantes, y Liaoyang, estimada en 60 000. Sin embargo, en otro trabajo posterior, no le asigna ninguna cifra y no la ubica en ninguna lista de ciudades con más de cuarenta mil habitantes.
En cambio, después numerosas excavaciones en ruinas de Asia Central, el arqueólogo Karl Baipakov calculó el tamaño promedio de las viviendas, los elementos solían tener, la conformación de las familias (usualmente dos o tres generaciones de la misma familia) y cuántas personas podían vivir en cada bloque o manzana de casas (40 a 48 personas en promedio). Si una hectárea del sharistán contenía unos 10 bloques, calculó que ahí perfectamente podían vivir 320 a 380 personas por hectárea entre los siglos IX y XII. En cambio, en el rabad la densidad sería mucho más baja, quizás 50 personas por hectárea, aunque el rabad era mucho más extenso que el sharistán. Para el caso específico de Otrar, Baipakov estimó que el sharistán ubicado en la colina centra tenía una extensión de 20 hectáreas, es decir, 200 bloques con 8000 a 9960 habitantes en los siglos VI a VIII. El rabad surgido después a su alrededor llegó a tener 170 hectáreas, lo que supondría otros 7500 habitantes. Así, Otrar tendría entre 15 500 y 17 460 pobladores entre los siglos IX y XII, con una estimación intermedia de 16 000.
Baipakov también señalaba que Otrar no era la única ciudad en el oasis. Estaba Keder, principal urbe donde excavó el arqueólogo y donde estimó que vivían 1600 a 1920 personas en el sharistán y 2500 en el rabad, unas 4100 a 4420 en total. También estaban las ciudades de Kuyuk-Mardan, Dzhalpaktobe (o Yalpaktobe), Oksus-Vesij y Bozuktobe-Buruj con una población estimada de 2000, 1800, 1700 y 2600 personas respectivamente. Así, el distrito de Farab contaba con una población urbana de 29 000 habitantes durante esas centurias.

## Hallazgos arqueológicos
El área del asentamiento es de aproximadamente 2 km². Las capas más bajas del asentamiento datan del siglo I y los primeros monumentos datan de los siglos XII al XV. Otrar era una fortaleza típica del Asia Central. El Arca (Ark, fortaleza central) y Shahristan (ciudadela fortificada) formaban una colina con cinco ángulos de unos 18 m de altura. El área de la colina es de 200 000 m². Las excavaciones demostraron que era una ciudad avanzada con edificios monumentales y densamente poblada: las casas estaban unas al lado de otras y formaban barrios o bloques. Dos casas de baños, que datan de los siglos IX al XII, se encontraron en los rabat (suburbios) fuera de la muralla de la ciudad. Los baños contaban con salas centrales para bañarse y darse masajes, cuartos para desvestirse, baños y una sala de oración. Tenían sistemas de suministro de agua caliente. Unos platos excavados cerca de dos hornos demuestran que Otrar era un centro de producción de cerámica en Asia Central. Esta cerámica tenía elementos decorativos. Uno de los mayores hallazgos fue la figura de un portador de agua, un camello con cabeza de mujer y una cuna sobre su espalda.

### Primaria
Los libros son citados en números romanos y capítulos y párrafos en números arábigos. Entre paréntesis se usaron los apellidos de los editores o traductores de las ediciones usadas para indicar las páginas. 
- Al-Muqaddasi. Las mejores divisiones en el conocimiento de las regiones. Véase en De Goeje, Michael Jan (1877). Descriptio imperii Moslemici (en árabe). Leiden: E. J. Brill.

### Secundaria
- Akishev, Kimal A. (1981). Байпаков К.М., Ерзакович Л.Б. Позднесредневековый Отрар (XVI-XVIII вв.) (en ruso). Almaty: Kazakhstan Academy of Sciences.
- Atwood, Christopher (2004). Encyclopedia of Mongolia and the Mongol Empire (en inglés). Nueva York: Facts On File, Inc. ISBN 978-1-4381-2922-8.
- Azad, Arezou; Kennedy, Hugh (2018). «The Coming of Islam to Balkh». Authority and Control in the Countryside: From Antiquity to Islam in the Mediterranean and Near East (6th-10th Century) (en inglés). Leiden: Brill. pp. 284-312. ISBN 9789004386549.
- Baipakov, Karl Moldajmetovich (2000). «9: The Silk Route across Central Asia».  En Bosworth, C.E.; Asimov, M.S., ed. History of Civilizations of Central Asia (en inglés) IV (2). París: UNESCO Publishing. pp. 226-231. ISBN 9231034677.
- Baipakov, Karl Moldajmetovich (2013). Древняя и средневековая урбанизация Казахстана. Урбанизация Казахстана в IX – начале XIII в (en ruso) II. Almaty: Национальной Академии наук Республики Казахстан.
- Balland, Daniel (1999). «Faryab». Encyclopedia Iranica (en inglés) IX (4): 379-382.
- Bosworth, C. E. (2002). «Otrar». Encyclopædia Iranica (en inglés).
- Biran, Michal (2005). The Empire of the Qara Khitai in Eurasian History: between China and the Islamic World (en inglés). Cambridge: Cambridge University Press. ISBN 978-0-521-84226-6.
- Biran, Michal (2009). «The Mongols in Central Asia from Chinggis Khan's invasion to the rise of Temür».  En Nicola Di Cosmo; Allen J. Frank; Peter B. Golden, ed. The Cambridge History of Inner Asia: the Chinggisid Age (en inglés). Cambridge: Cambridge University Press. pp. 46-66. ISBN 978-1-139-05604-5.
- Buniyatov, Ziya M. (2015). A History of the Khorezmian State under the Anushteginids, 1097-1231 (en inglés). Samarcanda: IICAS. Traducción ruso-inglés por Shahin Mustafayev & Thomas Welsford.
- Campbell, Katie (2020). «The City of Otrar, Kazakhstan: Using Archaeology to Better Understand the Impact of the Mongol Conquest of Central Asia». Proceedings of the 11th International Congress on the Archaeology of the Ancient Near East: Field Reports. Islamic Archaeology (en inglés) II. Wiesbaden: Harrassowitz Verlag. pp. 597-606.
- Campbell, Katie (2021). Cities and the mongol conquest: urban change in Central Asia 1200-1400 (en inglés). Oxford: University of Oxford. ISBN 9783447199667.
- Campbell, Katie; Naskidashvili, Davit; Seraliyev, A.; Akylbek, S. (2022). «Urbanism Under Turco-Mongol Rule: Excavations at Otrar, Kazakhstan». TSU-Ti The International Scientific Journal of Humanities (en inglés) (1): 9-23.
- Can, Mesut (2015). «Orta Asya Kent Topoğrafyasına Dair Genel Kabuller Üzerine Bir Değerlendirme». IV. Turkey Graduate Studies Congress, 14-17 May 2015, Kütahya: Proceedings (en turco) III. Estambul: ILEM. pp. 145-148. ISBN 978-605-84009-4-8.
- Chandler, Tertius (1987). Four Thousand Years of Urban Growth: An Historical Census (en inglés). Lewiston: St. David's University Press.
- Chandler, Tertius; Fox, Gerald (2013). 3000 Years of Urban Growth (en inglés). Ámsterdam: Elsevier. ISBN 9781483271255.
- Clarke, Derek; Sala, Renato; Deom, J. M.; Meseth, E. (2005). «Reconstructing irrigation at Otrar Oasis, Kazakhstan, AD 800–1700». Irrigation and Drainage (en inglés) (International Commission on Irrigation and Drainage) LIV (4): 375-388.
- De Hartog, Leo (2004). Genghis Khan. Conqueror of the World (en inglés). Londres: Tauris. ISBN 9781860649721.
- Jackson, Peter (2017). The Mongols and the Islamic World: From Conquest to Conversion (en inglés). New Haven: Yale University Press.
- Jansen, Michael; Childe, Francis; Chih-Hung, Roland Lin; Ley, Karsten (2003). Preservation and Restoration of the Ancient City of Otrar (en inglés). París: UNESCO.
- Man, John (2005). Genghis Khan. Life, death and resurrection (en inglés). Londres: Random House. ISBN 9781409045441.
- Soucek, Svat (2002). A History of Inner Asia (en inglés). Londres: Cambridge University Press. ISBN 0-521-65704-0.
- Unesco (2004). Central Asian Regional Training Course: Conservation and Management of Archaeological and Earthen Structures and Sites (en inglés). Almaty: Division of Cultural Heritage (Unesco).

- Datos: Q956911
- Multimedia: Otrar / Q956911